# Świątynia Posejdona na Sunionie

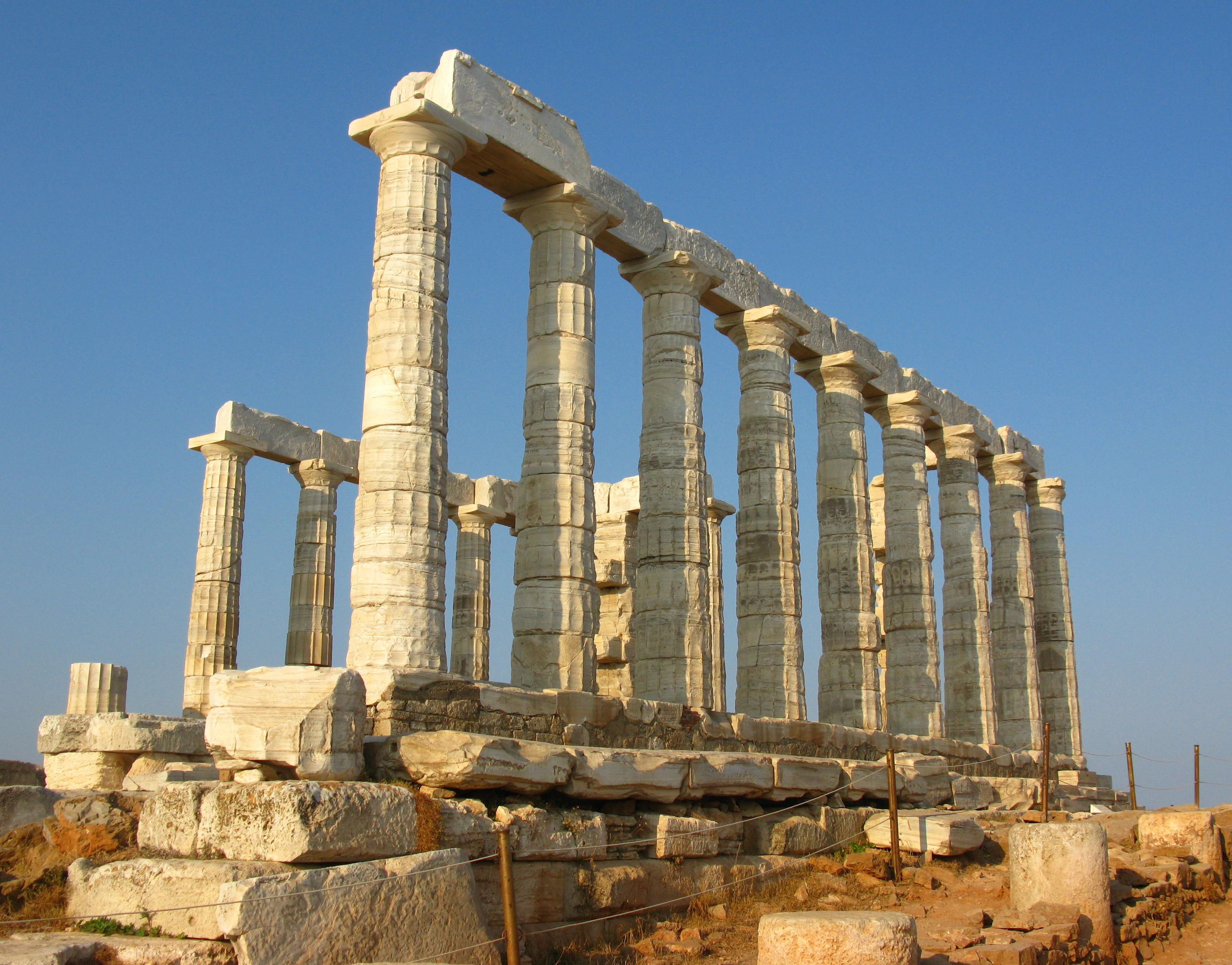
Świątynia Posejdona na Sunionie

Świątynia Posejdona – budowla sakralna starożytnej Grecji, wzniesiona w latach 444-440 p.n.e. na półwyspie Sunion ku czci boga mórz i oceanów Posejdona. Świątynia zbudowana jako peripteros heksastylos, stanowiła element świętego okręgu dedykowanego Posejdonowi, wiodła do niej droga ozdobiona monumentalną bramą, flankowaną przez portyk. Pozostałością świątyni są ruiny znajdujące się w obrębie zorganizowanego stanowiska archeologicznego podlegającego 2. Zarządowi Zabytków Prehistorycznych i Klasycznych Ministerstwa Kultury Grecji.

## Historia
Święty okręg Posejona na przylądku Sunion istniał już w VIII-VII w. p.n.e. W V w. p.n.e. rozpoczęto budowę nowej świątyni Posejdona, która jednak nie została ukończona przed najazdem perskim w 480 r. p.n.e. Persowie zdewastowali powstającą budowlę, jej odbudowy nie podjęto. W latach 444-440 p.n.e. na miejscu zniszczonej świątyni z inicjatywy Peryklesa wzniesiono nowy obiekt, wykorzystując porosową bazę poprzedniej świątyni. Od 412 r. p.n.e. świątynia znajdowała się w obrębie fortecy, wzniesionej przez Ateńczyków dla ochrony południowej części Attyki oraz żeglugi w zatoce Sarońskiej. Przetrwała ponad siedem wieków, aż została zrujnowana w 399 roku n.e. przez cesarza Arkadiusza.
W XVII w. stało jeszcze 17 kolumn świątyni. Pierwsze badania świątyni w czasach nowożytnych wykonał w 1765 r. Revett, uzupełniły je pomiary przeprowadzone przez członków Towarzystwa Dyletantów w 1812 r. Regularne wykopaliska w miejscu ruin świątyni rozpoczął Wilhelm Dorpfeld dopiero w roku 1884, w roku 1898 odkryto inskrypcję dedykującą świątynię Posejdonowi. Prace związane z odsłanianiem świątyni ukończył Walerios Stais. Gdy Grecja odzyskała niepodległość stało już tylko 12 kolumn świątyni. W 1906 roku, podczas prowadzonych na terenie świątyni wykopalisk archeologicznych, odkryto wiele cennych przedmiotów, w tym marmurowe rzeźby nagich młodzieńców (gr. kouros) z VI w. p.n.e., zdeponowane w Narodowym Muzeum Archeologicznym w Atenach.

## Architektura

Świątynia Posejdona na przylądku Sunion - widok od strony wschodniej.

Świątynia wznosi się na krawędzi skały, ok. 60 m nad powierzchnią morza, w najwyżej położonym punkcie przylądka. Prowadziła do niej święta droga, której oprawę stanowiła monumentalna brama (propyleje), ozdobiona dwiema kolumnami doryckimi, na których znajdował się architraw i tympanon. Kolumny dzieliły bramę na trzy przejścia, z których środkowe, najszersze, miało szerokość 2,2m. Wzdłuż muru przy bramie znajdował się zadaszony portyk (25 m długości, 9 m szerokości) wzniesiony dla wygody pielgrzymów odwiedzających święty przybytek. Świątynię zbudowano z białego marmuru, wydobywanego w kamieniołomach pobliskiej (odległej o ok. 4 km) miejscowości Argileza. Świątynię wzniesioną na planie prostokąta o bokach 31,12 m na 13,47 m, w porządku doryckim, w modelu peripteros heksastylos, czyli z 6 kolumnami w fasadzie przedniej i tylnej. Kolumnady boczne posiadały po 13 kolumn. Łącznie kolumnada liczyła 34 jednostki. Kolumny miały wysokość 6,12 m, u podstawy średnica kolumny wynosiła 1 m, przy głowicy 79 cm. Osobliwością kolumn jest liczba kanelur - 16, zamiast zwykle występujących w kolumnach doryckich 20 żłobków, oraz brak entasis. Kolumny fasady były w takim samym porządku co kolumny wewnętrzne (amfiprostylos). W świątyni oprócz perystylu wyróżnić można pronaos, cellę i opistodomos. Posąg kultowy Posejdona stojący w celli nie zachował się. Metopy świątyni były gładkie, bez dekoracji. W przedsionku świątyni znajdował się fryz, wykonany w marmurze paryjskim, przedstawiający centauromachię, gigantomachię oraz prace Tezeusza, z którego zachowało się 14 fragmentów wysokich na 82 cm. Do współczesności przetrwało 9 kolumn z południowej kolumnady i 6 z kolumnady północnej (z tego 4 zostały podniesione i ustawione ponownie w latach 1958-59). Obiekt wykazuje podobieństwo do świątyni Hefajstosa w Atenach, co skłania wielu historyków do twierdzenia, iż obie budowle zostały zaprojektowane przez tego samego architekta.

## Inskrypcja Byrona

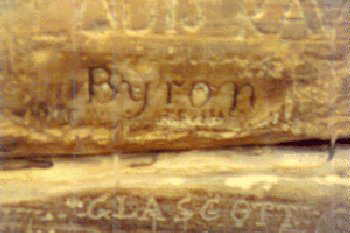
Inskrypcja z nazwiskiem poety, lorda Byrona, wyryta na marmurach świątyni Posejdona na przylądku Sunion

W trakcie podróży po Grecji w latach 1810-1811 sławny poeta lord Byron najprawdopodobniej kilkukrotnie odwiedził przylądek Sunion i znajdujące się na nim ruiny świątyń. Reminiscencje tej wizyty znaleźć można w jego twórczości: 

Place me on Sunium's marbled steep,

Where nothing, save the waves and I,

May hear our mutual murmurs sweep...

Na ścianie świątyni Posejdona Byron wyrył swe nazwisko.